# Kriváň (montagne)
Vous lisez un « bon article » labellisé en 2011.  Il fait partie d'un « bon thème ».
Pour les articles homonymes, voir Kriváň.
Le Kriváň ( : [krɪvaːɲ], polonais : Krywań, allemand : Krummhorn, Ochsenhorn, hongrois : Kriván) est une montagne située en Slovaquie culminant à 2 494 mètres d’altitude. Il fait partie des Carpates occidentales et plus précisément du massif des Hautes Tatras.
Symbole de la Slovaquie et fierté nationale, il est considéré comme la plus belle montagne du pays et joue un rôle majeur dans l'activisme nationaliste slovaque depuis bientôt 200 ans. Il est cité dans des œuvres littéraires du XIXe siècle, à travers des peintures, des films documentaires et par une chanson rock polonaise. Il a été choisi par vote pour être représenté sur les pièces de 1, 2 et 5 centimes slovaques entrées en vigueur le 1er janvier 2009.
L’ascension du Kriváň se fait relativement aisément en trois ou quatre heures sur des sentiers balisés, en partant de Podbanské, Tri studničky ou Štrbské Pleso. Avec un panorama exceptionnel à son sommet, c'est la montagne préférée des randonneurs dans la partie occidentale des Hautes Tatras.

## Toponymie
Le nom Kriváň fut pour la première fois mentionné sous l'appellation Kriwan en 1639 qui est dérivé de la racine slave kriv- signifiant « incliner » ou « recourber ». Ce qui reflète l'apparence anguleuse de sa silhouette lorsqu'il est observé depuis l'ouest ou le sud. Caractérisé comme une « queue de bœuf » dans le travail de 1639 (cauda bubula dans la version latine originale). Le nom slovaque est utilisé dans d'autres langues incluant le polonais où elle remplace souvent la forme locale Krzywań sauf dans la région située à proximité immédiate des Tatras
D'autres sommets en Slovaquie portent le même nom dont le Veľký Kriváň (1 708,7 m) et le Malý Kriváň (1 671 m) dans le massif tout proche de la Petite Fatra ; plus au sud, il existe également un village nommé Kriváň.
Un planétoïde découvert le 13 décembre 1999 par l'astronome slovaque Peter Kušnirák a été nommé (24260) Kriváň.

## Géographie

### Situation, topographie
Le mont Kriváň constitue la plus occidentale des cinq crêtes secondaires situées au sud de la crête principale des Hautes Tatras.
Basé simplement sur des observations visuelles, le Kriváň concourt au statut de point culminant des Hautes Tatras avec le Lomnický štít, qui domine le paysage depuis l'est, jusqu'à 1793 lorsque ce dernier fut précisément identifié comme le plus haut des deux, mais aussi comme le plus haut pic de la chaîne, une erreur corrigée par Ludwig Greiner en 1837 :

« On dit généralement [du Kriváň] qu'il est le plus haut de toutes les Alpes dans la chaîne des Carpates ; mais cette opinion n'est pas présumée être fondée sur des mesures. »

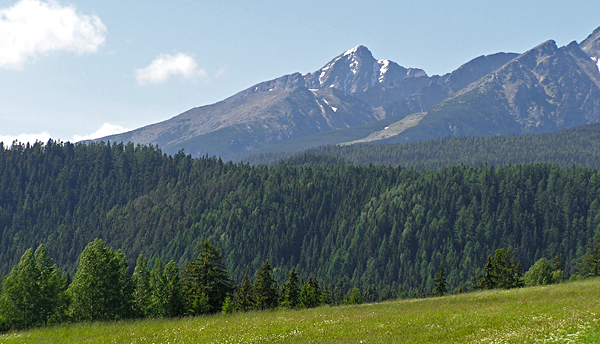
« Le temps était très beau et le Kriváň, qui avait pendant la nuit une coiffe de neige, semblait sublime... » ; R. Townson, 1793.

L'altitude relative entre les deux montagnes a été déterminée par le médecin écossais Robert Townson qui escalada les deux pics en août 1793 et fit aussi un rapport sur l'esthétique du Kriváň :

« Le temps était très beau et le Kriváň, qui avait pendant la nuit une coiffe de neige, semblait sublime.[...] 1 888 pieds au-dessus du village de Vasetz (Važec) ; le Kriváň est donc un peu plus bas que le pic Lomnitz (Lomnický štít). »

Actuellement, son altitude couramment reconnue est de 2 494,7 mètres et semble avoir la plus grande hauteur de culminance de toute la chaîne des Tatras avec plus de 1 400 mètres de dénivelé entre le sommet et la vallée Kôprová dolina ou le lieu-dit Tri Studničky.
Administrativement, il est localisé en Slovaquie à l'ouest du district de Poprad, dans la commune de Vysoké Tatry sauf la rive droite de la vallée Belianska dolina qui se trouve sur le territoire de Východná un village du district de Liptovský Mikuláš.
La rivière Biely Váh prend sa source à 2 026 mètres d'altitude en aval du lac d'origine glaciaire Zelené pleso. Le Biely Váh ou Váh blanc et le Čierny Váh ou Váh noir se rejoignent pour former le Váh, la plus longue rivière de la Slovaquie.

Vue vers le nord et l'est depuis le sommet du mont Kriváň.

### Géologie
La montagne possède un relief rocheux alpin constitué de granodiorite appartenant à l'unité géologique Tatricum. Cette unité géologique est présente sur toute la partie méridionale du massif des Hautes Tatras. Des dépôts d'érosion du Pléistocène et de l'Holocène sont présents dans les vallées. Ces sédiments sont en alternance de type alluviaux et glaciaires en fonction des cycles climatiques.

### Climat

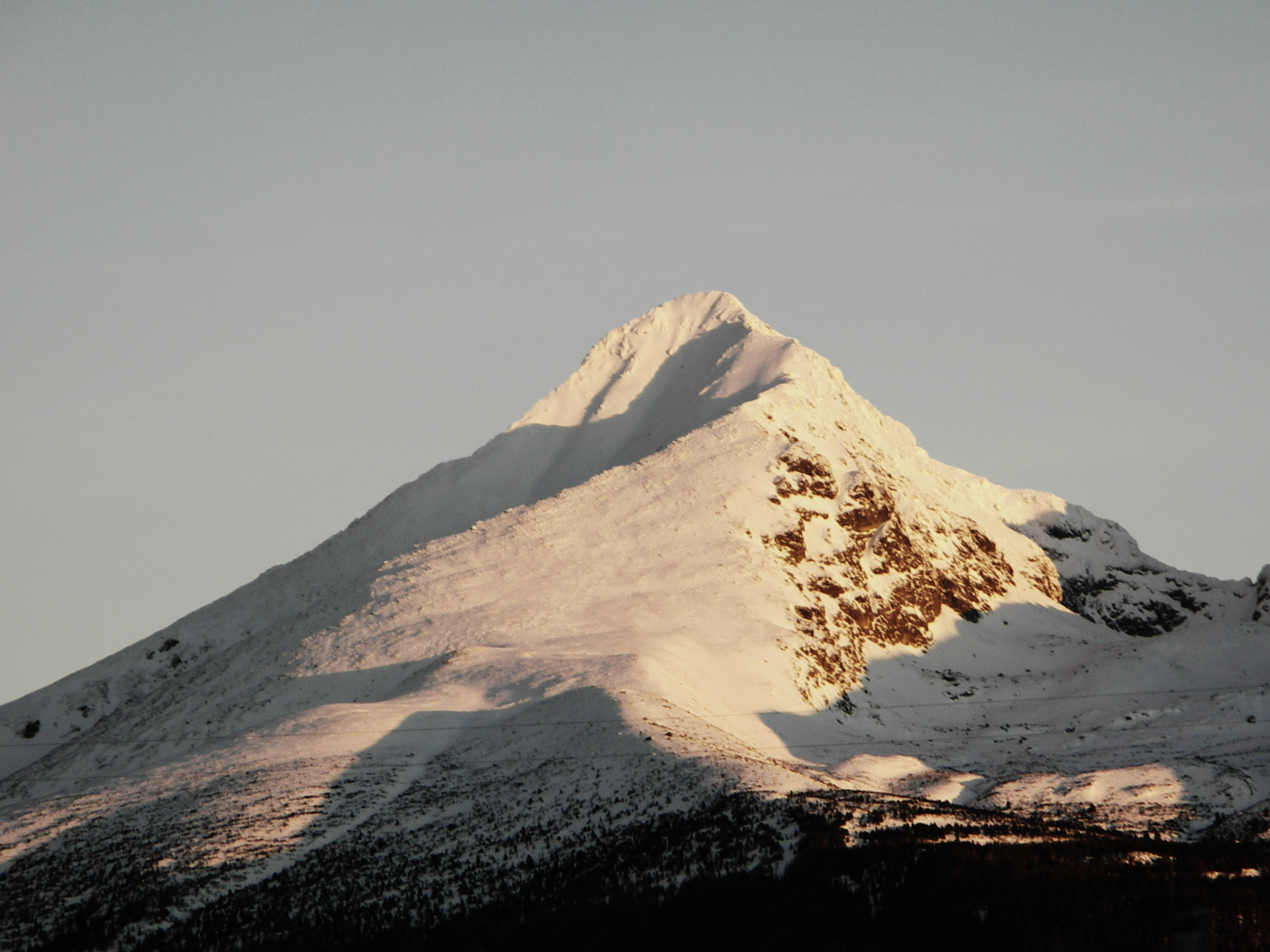
Vue du Kriváň ensoleillé à l'aube.

La station météorologique la plus proche se situe en haut du Lomnický štít (2 635 m) à 21 kilomètres.
La température moyenne annuelle dans la région est d'environ 4 °C vers 1 000 mètres ; à 2 000 mètres, cette température n'est plus que d'environ −1 °C et moins encore au sommet. Les précipitations augmentent d'environ 50 à 60 mm par 100 mètres d'altitude. Sur le sommet, environ 2 000 mm de précipitations annuelles sont relevées. En hiver, un phénomène d'inversion est régulièrement observé caractérisé par une brume dans la vallée et un sommet ensoleillé. En été, le temps est en général instable avec des orages l'après-midi accompagnés de rapides changements de température. Les chutes de neige ne sont pas rares. La météo est en général la plus clémente pour les touristes en automne.

### Faune et flore

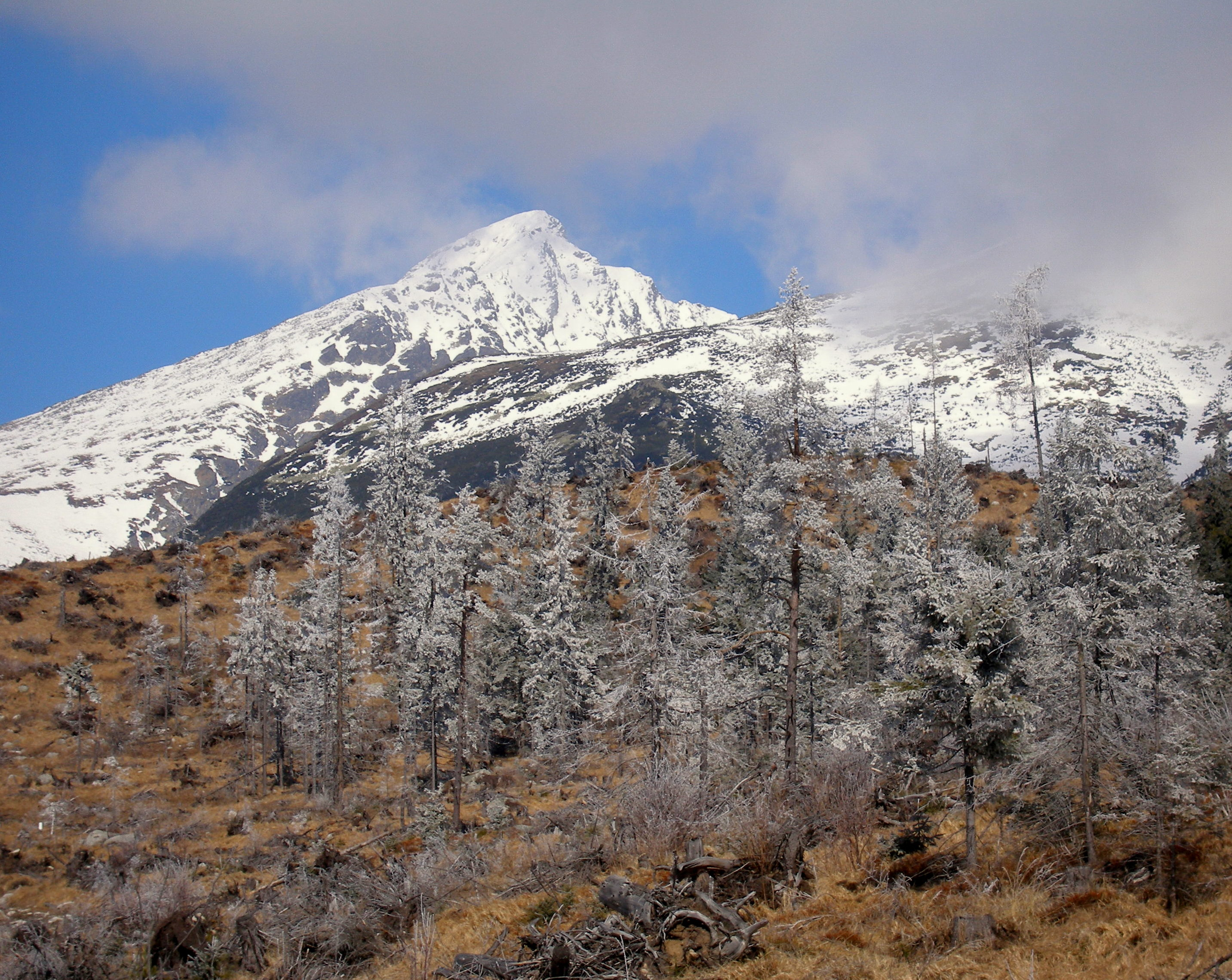
Vue de plusieurs étages de végétation au pied du Kriváň.

Le Kriváň culminant à 2 494 mètres d'altitude, on rencontre les cinq étages de végétation présents dans les Hautes Tatras. L'étage collinéen boisé de feuillus s'étend jusqu'à 1 300 mètres. Il est suivi d'un étage montagnard entre 1 300 et 1 550 mètres constitué d'épicéas, peu d'arbrisseaux et un fort développement des mousses. L'étage suivant, étage subalpin entre 900 et 1 550 mètres, est constitué de pins et de nombreuses herbes. L'étage alpin s'étend entre 1 850 et 2 300 mètres où l'on retrouve des prairies d'altitude. Le dernier étage, à partir de 2 300 mètres, l'étage subnival est peu recouvert de végétation, avec principalement des lichens.
La vallée Nefcerka située sur les flancs septentrionaux du Kriváň est l'une des réserves les plus protégées de Slovaquie pour ses qualités écologiques exceptionnelles dont sa forêt primaire de pins cembros.
On y retrouve toutes les richesses de la faune des Hautes Tatras comme le chamois (Rupicapra rupicapra tatrica), la marmotte (Marmota marmota latirostris), l'ours brun (Ursus arctos), le loup (Canis lupus), le lynx (Lynx lynx), le chat sauvage (Felis sylvestris) ou la Vipère berus (Vipera berus) ainsi que Branchinecta paludosa qui est un crustacé d'une famille primitive vivant dans seulement deux lacs des Tatras, l'un dans la vallée Nefcerka et l'autre dans la vallée voisine de Furkotská dolina ainsi qu’au Groenland, en Sibérie et en Scandinavie.
Dans cette vallée, la flore est riche d'une espèce endémique propre à cette vallée nommée Erysimum wahlenbergii. Cette plante croît jusqu'à une hauteur d'un mètre et possède des fleurs jaunes semblables au radis sauvage.

## Histoire

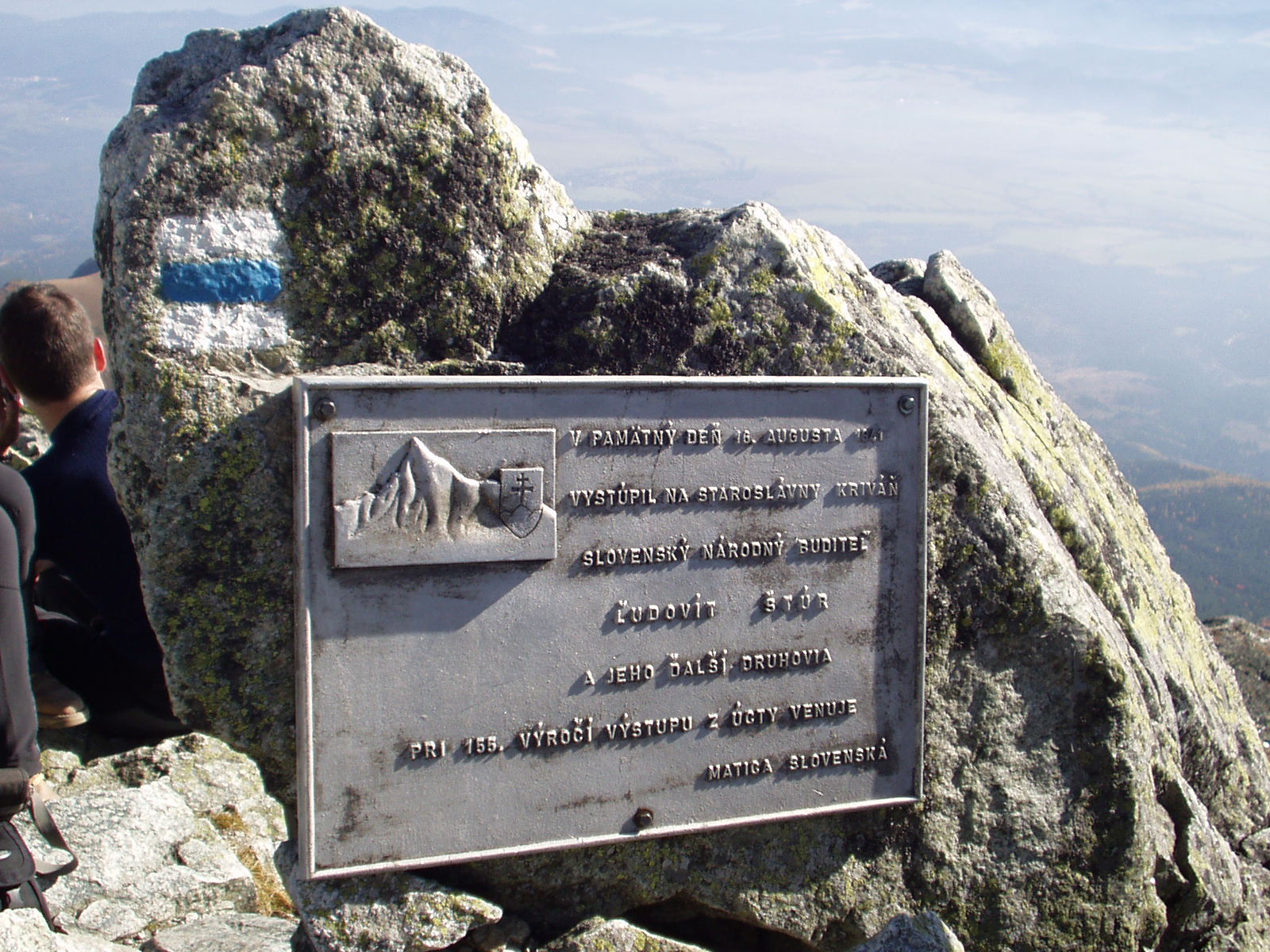
Plaque commémorative en l'honneur de Ľudovít Štúr.

Les premiers documents attestant de l'exploration du massif du Kriváň par des mineurs datent du XVe siècle. Leur présence fut accrue lors d'une ruée vers l'or au XVIe siècle. Bien qu'ils ne fussent peut-être pas les premiers à le faire, il est probable que certains d'entre eux ont atteint le sommet. Des résidus de leurs galeries ont subsisté sous la crête Priehyba à environ 2 000 mètres d'altitude. La plus haute de toutes est la galerie Thérèse située à environ 80 mètres du sommet. Elle fut citée en 1773 par le pasteur luthérien et naturaliste Jónás András Czirbesz de Spišská Nová Ves qui réalisa la première ascension officiellement consignée le 4 août 1773. La faible rentabilité de l'exploitation a provoqué l'abandon de l'activité extractive au XVIIIe siècle.
Le médecin écossais Townson qui fit l'ascension en 1793 fournit des preuves que le Kriváň était déjà reconnu et était une destination occasionnelle pour les touristes durant la seconde moitié du XVIIIe siècle. Le guide de Važec lui a dit avoir été déjà plusieurs fois au sommet avant son excursion avec Townson. Ce dernier l'a vu ramasser des pièces de monnaie sous une pierre située au sommet où les randonneurs les lançaient pour leur porter chance.
La première célébrité à avoir tenté l'ascension du Kriváň fut l'archiduc Joseph en 1806 à l'âge de 30 ans. Ses projets furent abandonnés à cause des conditions climatiques bien que des parties de la route sinueuse menant à l'ancienne mine d'or sur les hauteurs eussent déjà été aménagées et un campement établi. La première personnalité à avoir réellement atteint le sommet est le roi Frédéric-Auguste II de Saxe alors âgé de 43 ans en 1840. Un monument commémoratif de 900 kg fut placé au sommet pour célébrer l'évènement. Celui-ci fut graduellement détruit par des nationalistes slovaques dans des années 1850 et 1860 pour qui le monument symbolisait la pression féodale qui pesait sur le peuple slovaque.
Un petit noble, Gašpar Fejérpataky Belopotocký, éditorialiste influent basé à Liptovský Mikuláš à moins de 30 km du Kriváň, et ses six amis firent une ascension le 24 septembre 1835 qui fut décrite dans le journal littéraire Hronka en 1837. Leur récit a pu stimuler ses lecteurs qui vivaient plus loin à suivre leurs pas.
L'ascension devint encore plus politique lorsque Ľudovít Štúr, alors jeune enseignant de langue slovaque de 25 ans au gymnasium évangélique de Bratislava, partit en voyage à travers les régions slovaques avec son étudiant grec privé le prince Aristarchos. Il s'arrêtèrent à la paroisse de Michal Miloslav Hodža à Liptovský Mikuláš, où son plus jeune frère Juraj était étudiant de Štúr au gymnasium. Štúr et un groupe de gens de la région, parmi lesquels figurait Fejérpataky Belopotocký, firent l'ascension jusqu'au sommet le 16 août 1841. C'est la première ascension connue qui incluait des femmes.
Des randonnées similaires mais sans la présence de Štúr eurent lieu les années suivantes puis plus sporadiquement. Depuis 1955 et en commémoration du soulèvement national slovaque de 1944, elles ont été organisées annuellement fin août par les autorités de la ville de Poprad. La participation a atteint 480 personnes en 1981. C'est actuellement un événement réparti sur deux jours le troisième week-end d'août, organisé par le club slovaque de tourisme, la Matica slovenská et les villes de Vysoké Tatry et Liptovský Mikuláš sous le nom d'« ascension nationale sur le Kriváň » (slovaque : Národný výstup na Kriváň). Le nombre de participants maximum est fixé à 300.

## Activités

### Ascension
Les trois chemins balisés qui mènent au Kriváň débutent à des lieux différents mais convergent à 2 145 mètres d'altitude pour les derniers 350 mètres d'ascension du sommet rocheux abrupt, unique tronçon où les deux mains peuvent être nécessaires pour garder l'équilibre :

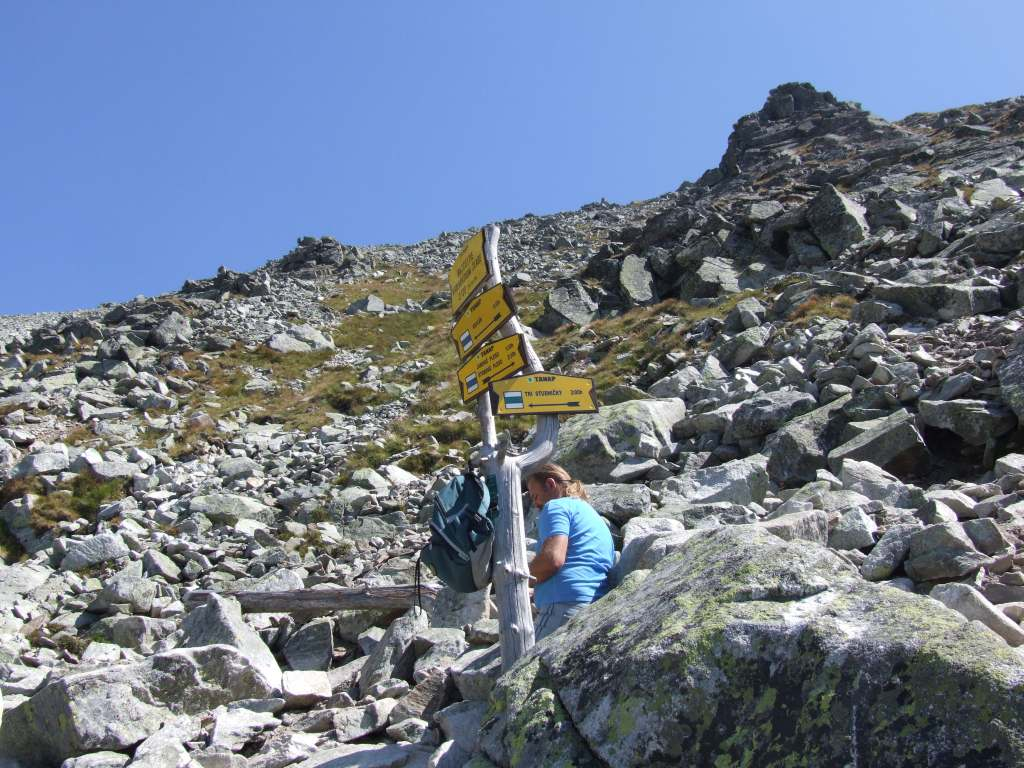
Vue du balisage sous une antécime.

- le départ du chemin, balisé de bleu , se situe sur la route entre Štrbské Pleso et Pribylina, le balisage restant le même jusqu'au sommet. Le dénivelé total de cette voie est d'environ 1 300 mètres ;
- le second chemin de randonnée, balisé en vert , démarre également sur la route entre Štrbské Pleso et Pribylina, plus proche de Pribylina au niveau du lieu-dit de Tri Studničky. Ce tracé rejoint le chemin bleu avant le sommet. Le dénivelé total de cette voie est d'environ 1 360 mètres ;
- les randonneurs partant de Štrbské Pleso suivent un balisage rouge  jusqu'au lac de Jamské pleso à partir duquel ils doivent suivre le chemin balisé en bleu jusqu'au sommet. Le dénivelé total de cette voie est d'environ 1 150 mètres[20].

La sinueuse route historique, empruntée dans le passé à la fois par des chevaux qui tiraient des charrettes chargées de minerai et par les randonneurs, y compris les participants de l'excursion de 1841, se situe entre le chemin balisé en bleu et le vert et rejoint le chemin vert au-dessus de la limite de la végétation arborescente sous la crête Priehyba. Ce chemin n'est pas balisé et a été interdit par la direction du parc national des Tatras. Il est en partie dissimulé par le couvert arbustif du pin de montagne aux plus hautes altitudes.
Le Kriváň bénéficie de ses aspects esthétiques et historiques ainsi que du panorama qu'il offre à son sommet. Des sondages d’opinion auprès de passionnés de la nature ou auprès de lecteurs de magazines spécialisés ont systématiquement estimé comme étant la plus belle montagne de Slovaquie. Les 360° de la vue depuis son sommet sont parmi les meilleurs en Slovaquie avec un paysage passant de la vallée habitée du haut-Liptov et de Spiš en Slovaquie et une partie éloignée de Podhale en Pologne aux pentes accidentées de sa face nord et de nombreux pics des Tatras dont le Giewont qui surplombe Zakopane, le mont Rysy, Lomnický štít et le Gerlach – le point culminant des Carpates. Le panorama est entouré par les Tatras occidentales, les Basses Tatras et, par bonne visibilité, des massifs montagneux derrière ces derniers.

### Protection environnementale

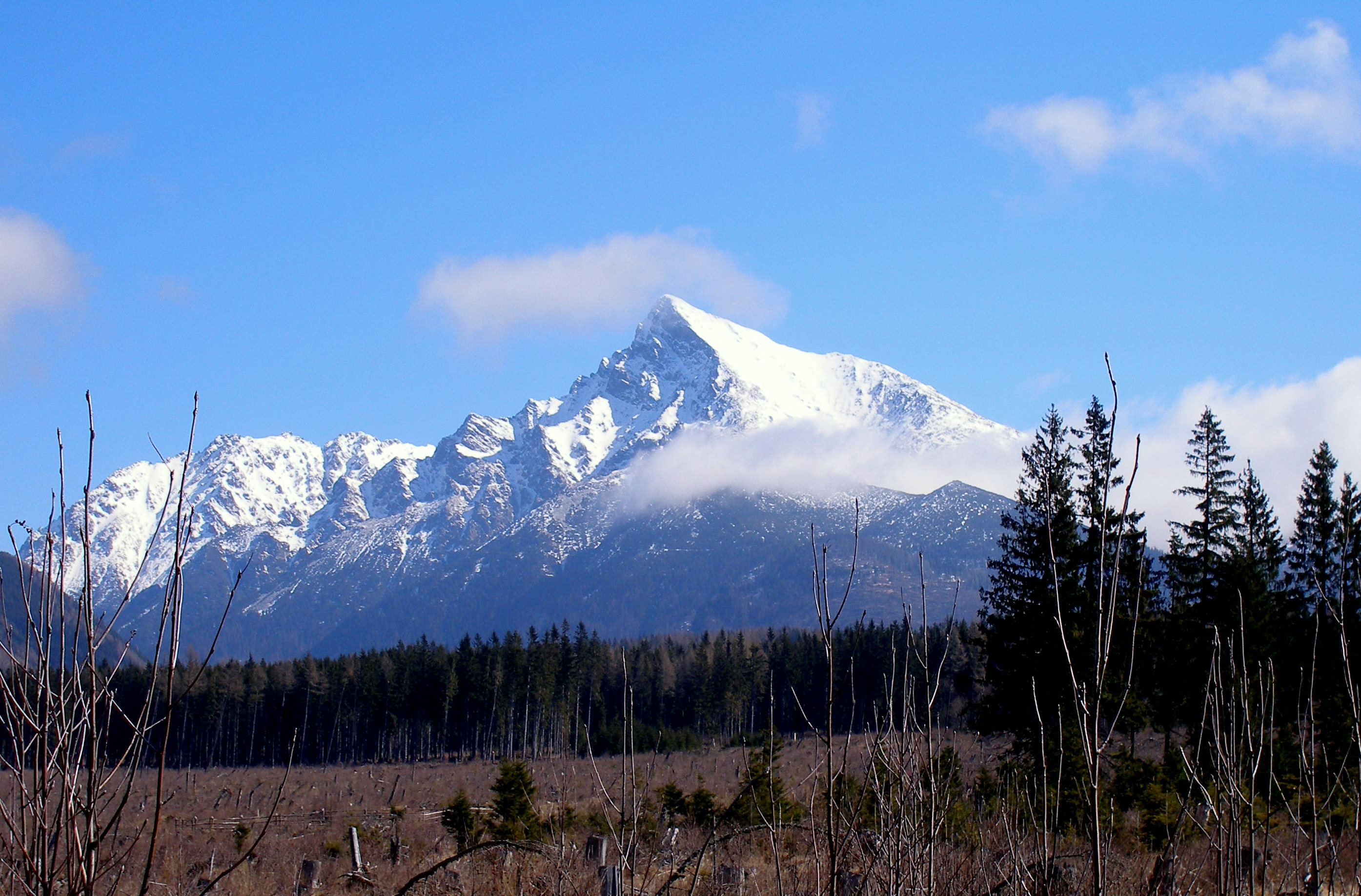
Vue du sommet.

La crête sur laquelle se situe le Kriváň correspond à la limite entre deux réserves naturelles, celle de Važecká dolina au sud-est et de Kôprová dolina au nord-ouest. Ces deux réserves étant plus largement comprises dans le parc national slovaque des Tatras. Le mont se situe donc selon la législation slovaque dans une zone de protection du cinquième degré dans laquelle l'organisme de protection, ici l'administration du parc national des Tatras, peut interdire toute forme d'activité humaine.

## Culture populaire

### Symbole national
Dès le XIXe siècle, le Kriváň est le symbole du peuple slovaque au même titre que le Cervin pour les Suisses, le mont Říp pour les Tchèques ou le mont Olympe pour les Grecs. Les armoiries actuelles de la Slovaquie ayant été utilisées par l'État slovaque durant la Seconde Guerre mondiale, de nouvelles armoiries représentant la montagne furent adoptées entre 1960 et 1990. Plus récemment, lors du passage à l'euro, le sommet arriva en seconde position après la double croix slovaque comme motif pour les pièces en euro de la Slovaquie par une enquête publique ayant recueilli 140 653 réponses. Le motif fut donc choisi pour représenter la Slovaquie sur les pièces de 1, 2 et 5 eurocents.

Armoiries de la Slovaquie entre 1960 et 1990.

### Légende
Selon une légende slovaque, la forme courbée de son sommet aurait été provoquée par un choc avec l'aile d'un ange qui volait à trop basse altitude.

« Comme le Tout-Puissant n'était pas tout à fait satisfait de son œuvre après la création de la terre, il envoya un de ses anges pour qu'il survole les contrées dotées du plus grand nombre de merveilles de la nature pour voir si par hasard il ne restait pas quelque chose d'inachevé, si par hasard il n'avait pas oublié quelque chose. L'ange, envoûté par tant de merveilles en survolant le pays slovaque, avait du mal à quitter ce pays. Le crépuscule tombait sur la contrée. L'ange fatigué avait presque passé les Tatras lorsque soudain il heurta une aile sur le dernier pic et celui-ci sous le puissant choc se tassa et se courba. Depuis ce temps, les peuples vivant sous les Tatras l'appellent Kriváň. »

### Dans les arts
La montagne est mentionnée par Nikolaï Gogol comme la demeure de deux frères cosaques, Ivan et Pierre, dans son histoire La terrible vengeance en 1832.
Après que le petit noble Gašpar Fejérpataky Belopotocký (1794-1874) a publié un récit de son ascension du Kriváň de 1835 dans le journal littéraire « Hronka » en 1837, son éditeur en chef Karol Kuzmány (1806-1866) écrit une nouvelle, Ladislav en 1838, dans laquelle le personnage du titre prend la route depuis l'Italie via l'Allemagne et la région polonaise de Podhale ; il fait la randonnée du Kriváň durant laquelle lui et ses amis parlent de la fraternité entre les Slaves, chantant des airs ethnico-nationalistes et buvant du vin de Tokay. Ces deux œuvres ont pu motiver la randonnée de Ľudovít Štúr et ses amis en 1841 qui l'inspirèrent dans son écriture de deux poèmes publiés en 1842. Les poètes romantiques deviennent bientôt de fervents admirateurs de cette montagne spectaculaire. Eugen V. Šparnensis (1827-après 1853) considère le Kriváň comme la figure de sa patrie dont les Slovaques étaient, selon Janko Kráľ, les « enfants » ; le poème de Samo Chalupka voit la montagne comme symbole de leur place parmi les nations.
La signification et l'image que les intellectuels ont attribuées au Kriváň ont progressivement été adoptées dans la culture populaire. Un exemple précoce est le poème Oh, sous le Kriváň (Hej, pod Kriváňom ; à l'origine : Hej, pod Muráňom) de Samuel Tomášik, qui a commencé à être connu comme une chanson folklorique d'auteur anonyme et est parfois présenté en tant que tel sur les albums musicaux. De la même manière, le poème polonais Kriváň, Haut Kriváň ! (Krywaniu, Krywaniu wysoki!) de Kazimierz Przerwa-Tetmajer fut labellisé chanson folklorique et l'auteur des vers ne fut pas rétribué lorsque sortit une version rock du groupe Skaldowie en 1972.
Le court-métrage Sur la face nord du Kriváň (Severnou stenou na Kriváň, 1947) dirigé par Karol Skřipský avec une musique originale de Šimon Jurovský documente la première ascension hivernale de la face nord du Kriváň qui, à l'opposé de la face sud, requiert une escalade technique. La montagne est présentée comme une toile de fond séduisante dans plusieurs films comprenant Terre d'origine (Rodná zem) en 1954 dirigé par Josef Mach. Il est également apparu dans de nombreuses peintures dont celle de Jan Hála (sk) en 1946, Miloš Alexander Bazovský (en) en 1956, Andrej Doboš en 1967 et Ladislav Čemický (hu) en 1979.

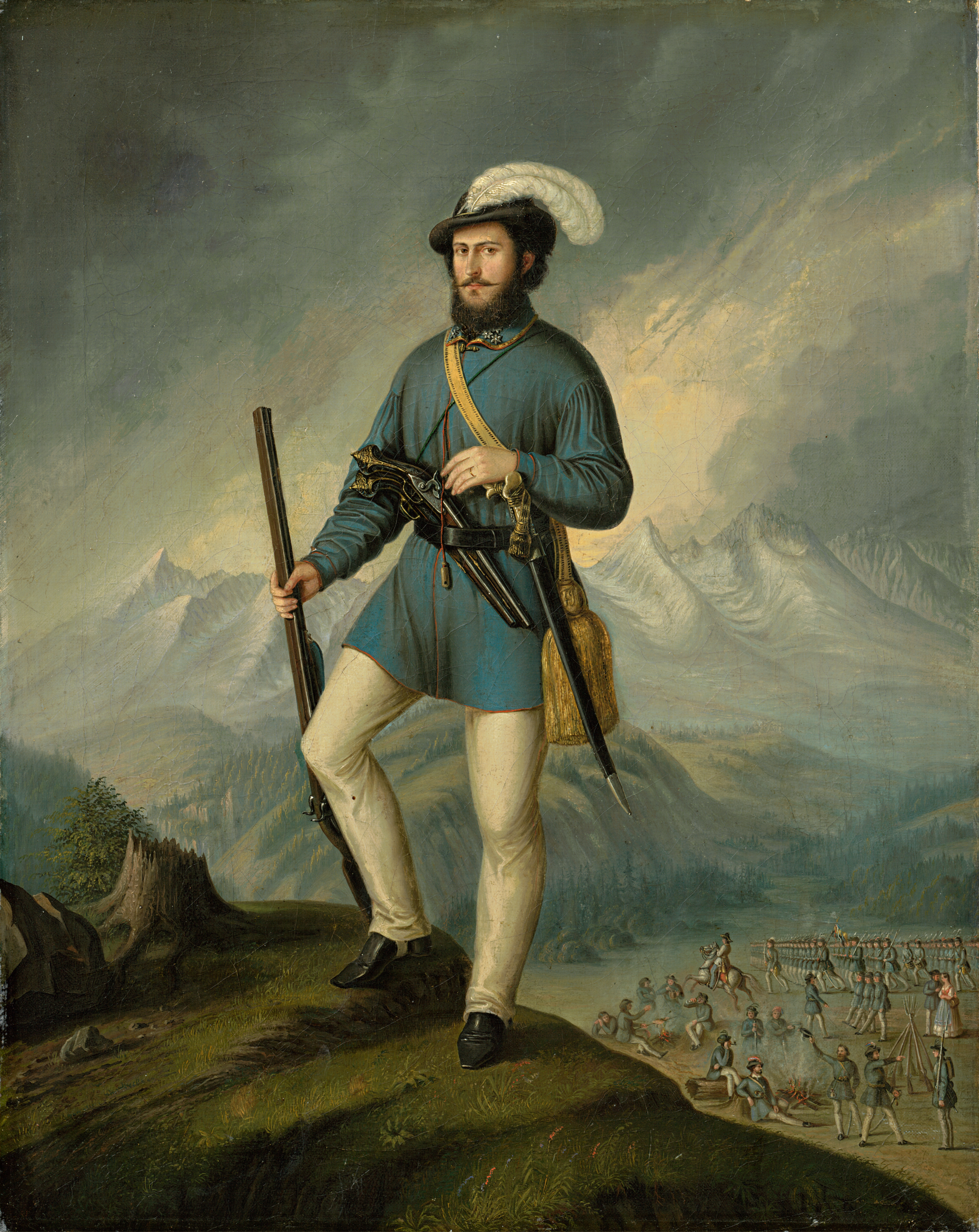
P. M. Bohúň (en), Ján Francisci-Rimavský (en) pendant le soulèvement slovaque de 1848-1849 (en), 1849.
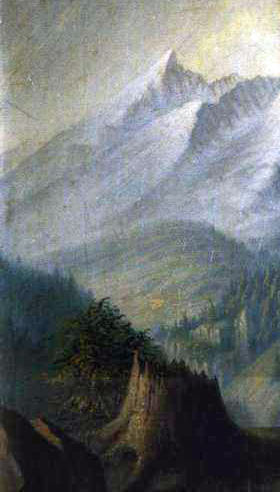
Détail de la peinture précédente montrant le Kriváň.